# Orynyn
Orynyn (ukr. Оринин; pol.  hist. Orynin) – wieś na Ukrainie, w obwodzie chmielnickim, w rejonie kamienieckim, nad rzeką Żwanczyk.

## Historia
Prywatne miasto szlacheckie lokowane w 1506 roku położone było w XVI wieku w województwie podolskim. 
Znana jest z bitwy między wojskami polskimi a tatarskimi w 1618 roku, przegranej przez hetmana Stanisława Żółkiewskiego.
Tu urodziła się w 1922 roku śpiewaczka sopranowa Stefania Woytowicz.
Podczas okupacji hitlerowskiej, w lecie 1941 roku Niemcy utworzyli getto dla żydowskich mieszkańców. Przebywało w nim około 1400 osób. W lecie 1942 roku Niemcy zlikwidowali getto, a Żydów zamordowali. 